# 法沃里滕

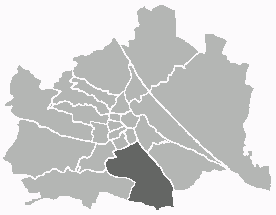
法沃里滕

法沃里滕(德语: 10. Bezirk, Favoriten)，为奥地利维也纳的第10区，位于维也纳南部。总面积31.8 km2，总人口179,179，人口密度5,600/km2。

## 人口
| 人口变动 Data from Statistik Austria （页面存档备份，存于） |